# .gb
.gb was het tweede achtervoegsel van domeinen van websites uit het Verenigd Koninkrijk. Het is de afkorting voor Great Britain. De extensie wordt niet meer gebruikt. Het laatste .gb-subdomein in de DNS was dra.hmg.gb, dat werd toegekend aan het voormalige Defence Research Agency van de Britse regering.
De .gb extensie werd gelijktijdig met de .uk-extensie in gebruik genomen. .gb is de officiële landcode voor het Verenigd Koninkrijk van Groot-Brittannië en Noord-Ierland volgens de ISO 3166-1-standaard. Naast .gb werd echter ook de .uk extensie gehanteerd. Die werd ooit bedacht voor het oudere Britse JANET-registratiesysteem. Door de Britse overheid is aan Jon Postel van IANA gevraagd om ook de .uk-extensie toe te voegen aan DNS.
.gb is nooit populair geweest. Alleen enkele overheidsinstanties hebben de extensie gebruikt, vooral vanuit de optiek van achterwaartse compatibiliteit.